# Lick the Star
Lick the Star är en amerikansk kortfilm från 1998 regisserad av Sofia Coppola.

## Handling
En grupp skolflickor utarbetar en hemlig plan med kodnamnet "Lick the Star".

## Om filmen
Filmen hade premiär vid Austin Film Festival den 1 oktober 1998.

## Rollista
- Christina Turley – Kate
- Audrey Kelly – Chloe
- Julia Vanderham – Rebecca
- Lindsy Drummer – Sara
- Robert Schwartzman – Greg
- Rachael Vanni – Wendy

### Webbkällor
- Lick the Star på Internet Movie Database (engelska)